# Valentín Paz Andrade (barco)
El Valentín Paz Andrade es un buque escuela del Servicio de Guardacostas de Galicia.

## Descripción
Lleva el nombre en honor de Valentín Paz-Andrade, empresario galleguista pontevedrés.
Está dotado de equipo para actividades pesqueras de arrastre por popa con aparejo pelágico, semipelágico y de fondo, arrastre por tangones, cerco y palangre.
Parte de la tripulación está subcontratada a la empresa civil Remolcanosa.